# Annales de la religion
La gaseta Annales de la religion (en català, Annals de la religió) duia per subtítol Mémoires pour servir à l'histoire du XVIIIe siècle, par une société d'amis de la religion et de la patrie (en català, Memòries per servir a la història del segle xviii, per una societat d'amics de la religió i de la pàtria).
Aquesta gaseta va aparèixer de maig de 1795 a novembre de 1803.
L'abat Henri Grégoire, Jean-Denis Lanjuinais, Jean-Baptiste Royer tots de tendència gal·licana fins i tot jansenista van ser els redactors d'aquesta gaseta. Els Annals de la Religió eren l'òrgan de premsa de la Societat Lliure de Filosofia Cristiana, societat creada el 1795 pels mateixos per reactivar l'estudi de les ciències religioses i lluitar contra la Teofilantropia i el culte de l'Ésser Suprem. Els membres d'aquesta societat utilitzaven els Annals per publicar els seus treballs, defensar les idees de l'Església constitucional gal·licana i reunir els membres d'aquest clergat.
Els Annals de la Religió van desaparèixer de manera inexplicada el 1803, sens dubte a causa de la seva oposició virulenta al concordat del 1801 signat entre Napoleó Bonaparte i el papa Pius VI.
L'informe de Roederer de 1803 sobre la premsa estima en 744 el seu nombre d'abonats, el que és força important per a l'època. La seva tirada era de 3000 exemplars aproximadament.